# サイン理論
サイン理論（サインりろん）とは、競馬の勝ち馬予想の手法の一つのことである。広義的な意味でケントク買い（見得買い、見徳買い）の一種として扱うこともある。
この手法を用いて買い目を決めた勝馬投票券をサイン馬券ともいう。

## 概要
「メインレースの多くではレース前から既に勝ち馬や勝利する騎手が決まっており、特定の者に主催者または競馬の神様がサインを出して教えている」という発想の下で予想を行い、馬券を購入する。
人気馬では配当面の妙味が薄いため、基本的には穴馬を探すための手法であるが、人気馬を本命視する根拠の補強のために用いられることもある。
古くからある手法の一つではあるが、日本においては競馬評論家の高本公夫がこの種の予想方法を世間に広めた人物として認知されており、予想コラムなどを通じて広めたことからタカモト式の名称で呼ばれることも多い。開催者・競馬関係者自体が八百長行為を行っているとも解釈することができるため、真面目な競馬ファンや競馬関係者からは嫌われる予想方法でもある。
ただし、実際のところ、当初の高本が著していた「サイン馬券」とは、競馬場の内外で情報収集を徹底的に繰り返し、馬主経済・厩舎人脈・競馬主催者の集客戦略から競走馬の生理面に至るまで様々な要素のレース予想における必然性を理路整然と唱えたものであった。これに基づいて高本が無名時代に東京スポーツに連載していたコラムで枠順発表前に勝ち馬を予想したものが次々と的中したことが、「サイン馬券」の信奉者を増やす原動力になった。だが、JRAの厩舎・競馬の関係者の管理体制や取材方式などの変化に伴ってそういった「サイン」の元となる情報の入手が困難になったことで、高本自身の予想も現在のサイン理論の様な「レースには何らかの作為がある」として強引に暗号解読を試みるものに変質してゆき、それと同時に多くの後発亜流が発生し、既に全盛期が過ぎていた高本もそれに呑み込まれてしまった。

## 手法の例
- 時候や記念日から連想される馬名、馬主から予想する。
- 出走馬の関係者の誕生日や冠婚葬祭にもとづいて予想する。
- 主催者（中央競馬の場合は日本中央競馬会）の発行物や広告にあるフレーズ（特定の単語、漢字の画数）、使用されている写真などから予想する。
- 当日競馬場にゲストとして来た有名人や、場内で放送される迷子案内から連想される馬券を購入する。
- そのとき、社会で大きな話題となっているニュース・事件・事故などの時事ネタから連想される馬券を購入する。
- 特定レースの出目による連動により馬券を購入する。

なかにはノストラダムスの予言解読などで見られるように、アナグラムや暗号解読、挙句にはオカルト的発想などの手法を用いた、牽強付会とも言えるこじ付けによる手法が用いられることもある。もちろん、レースの結果が出た後に、その結果にあてはめてサイン理論を作り上げることも可能である。
また、サインの対象が騎手である場合、その騎手が騎乗している全レースの馬券を購入することもある。競走馬でもサインが馬主の冠号にまつわる場合は、同様に同じ冠号を持つ馬の馬券を全て購入することもある。

## 代表的な例

### 有馬記念
有馬記念は、中央競馬における1年の総決算ということもあり、その年の世相反映・表彰式のプレゼンターなどとして有馬記念に来場する著名人に因んだサイン予想がスポーツ誌を賑わせる。レース翌日のスポーツ誌でも、勝ち馬と世相やプレゼンターを結びつける記事が掲載されることがあり以下のような例がある。

#### 世相を反映した例
- アメリカ同時多発テロ事件が発生した2001年、第62回菊花賞では、逃げるマイネルデスポットをマンハッタンカフェがとらえ勝利。さらに、有馬記念ではマンハッタンカフェとアメリカンボスの1・2フィニッシュとなった。3頭ともテロ絡み（独裁者・ニューヨーク・大統領）のサイン理論の典型的な予想および的中例ではあるが、多数の被害者が出た事件でもあり不謹慎とされかねないことから、結果や成果に言及した者は少なかった。
- 2008年は、1着こそ単勝1番人気のダイワスカーレットだったが、2着は14頭中14番人気と最低人気だったアドマイヤモナークが入った。この年、8月8日に北京五輪が開催されたことから連動して枠番連勝の8-8が売れ、枠番連勝8-8の配当が18,640円だったのに対し馬番連勝の13-14の配当が29,490円と大きな差が生じた。また、この年、アナウンサーの山本モナとプロ野球選手の二岡智宏との不倫が話題になり、アドマイヤ”モナ”ークが2着にきたサインと言われた。
- 2011年は前々日の投票から東日本大震災に関連して馬番連勝3-11に一部の票が集中、2020年も新型コロナウイルスのパンデミックを意識して3連複5-6-7もしくは3連単5 6 7ボックス（「コロナ」の語呂合わせ）が取り沙汰されたが[2]、いずれも決着には至らなかった。
- 2012年は今年の世相を表す漢字として「金」が選ばれたことに関連し有力馬のゴールドシップが（金繋がりで）勝利するという予想や記事が掲載された。実際レースはゴールドシップが勝利した。また、2016年は2012年同様に今年の漢字が「金」であったことから、ゴールドアクターや、2016年中に中山金杯と金鯱賞を勝利したヤマカツエースを推す記事も掲載されていたが[3]、ゴールドアクターは3着、ヤマカツエースは4着となった。

#### 有馬記念に来場した著名人に因んだ例
- 2010年は、表彰式のプレゼンターとして第69代横綱白鵬翔が登場することがあり、勝ち馬は白つながりであった。1枠（白い帽子）のヴィクトワールピサが勝利し、しかもヴィクトワールピサの母がホワイトウォーターアフェアといった具合である[4]。
- 2014年は来賓として長嶋茂雄（読売巨人軍終身名誉監督）が中山競馬場に来場したが、優勝したジェンティルドンナと長嶋は、同じ2月20日が誕生日である[5]。
- 2016年は、有馬記念アンバサダーとして田中将大（当時、ニューヨーク・ヤンキース所属の現役メジャーリーガー）が就任。表彰式のプレゼンターとしても登場した。田中の誕生日は11月1日であり、馬単も11→1で決着した[6]。

#### JRAのCMキャラクターに因んだ例
14番人気のダイユウサク(5枠8番)が勝利した第36回有馬記念では、5枠9番にオースミシャダイが入っており、ダイユウサクとの並びで頭文字を読むと「オダ」になる。そして、1、2着馬が枠番で5(ダイユウサク)-1(メジロマックイーン)の並びになった。これをつなげて「オダゴーイチ」と読み、翌年(1992年)のJRAのCM出演が決まっていた高倉健(本名・小田剛一)と関連しているという高本公夫の記事があった。ちなみにこの解釈が発表されたのはレース後である。

### 天皇賞
天皇賞では皇族が東京競馬場に来ることが多く、その都度「サイン理論」が起こった。特に東京競馬場で行われる天皇賞（秋）はスタート地点の特性という偶然もあり1枠（白い帽子）の連対率が非常に高い（皇は「白に王」と書くため）ということもある。特に昭和天皇が観戦した1987年の第96回天皇賞と明仁天皇が観戦した2005年の第132回天皇賞では偶然とはいえともに勝ったのは1枠の馬であり皇族がらみの馬券で決着した。
- 第96回天皇賞は1着にニッポーテイオー、2着にレジェンドテイオーが入り「帝王」の名を持つ2頭で決着した。
- 第99回天皇賞は、昭和64年（1989年）1月7日に昭和天皇が死亡し、平成になって最初の天皇賞であったが、1着に1枠のイナリワン、2着に7枠のミスターシクレノンが入り、枠連1-7となり、死亡した1月7日にちなんだ決着となった（当時は馬連などはなく連勝式馬券は枠連のみであった）。
- 第110回天皇賞は、1着に馬番10番のネーハイシーザー、2着に馬番1番のセキテイリュウオーが入り、馬連1-10で決着。ちなみに、この2頭はともに「シーザー」「オー」の名を含んでいることも注目に値する。
- 第132回天皇賞は元々、紀宮清子内親王ご成婚記念競走と銘打たれていたことから「サイン理論」の的となり実際に三連単（1-13-12）の数字を並び替えると愛子内親王の誕生日（平成13年12月1日）になり、結婚＝ロマンスでヘヴンリーロマンスが勝利した。
- 天皇賞（春）においても1枠（白い帽子）の勝率が高く2008年から2017年の10年間で1枠の馬が5勝している。さらに開催時期が世間一般でゴールデンウィークにあたることから、株式会社ベストセラーズが出版している競馬最強の法則の予想ではゴールデンウィークに関連した馬名やゴールドと名のつく馬への注意喚起をしている。一例として、1998年は誌上でステイゴールドに要注意と注意喚起をしていたが実際、ステイゴールドは2着に入った[7]。それとは別に1999年はスペシャルウィークが1着となり、2010年は人気薄のメイショウドンタクが3着に入った（ゴールデンウィークには博多どんたくが開催される）。

### 田中裕二（爆笑問題）のサイン予想
田中裕二（爆笑問題）は、東京スポーツの連載「爆笑問題田中裕二の爆勝予想」において、時々世相を反映したサイン予想を披露することがある。以下のような的中例がある。
- 2007年皐月賞では「勝利」の意味を持つヴィクトリーに田中勝春が騎乗して優勝。田中は2つの『勝』が重なったのはサインだとしてヴィクトリーに本命印を打ち、三連単1,623,250円などを的中させて合計約800万円を手にし、ワイドショーの話題になった。
- 2009年8月、芸能人の押尾学と酒井法子が覚醒剤取締法違反容疑で相次いで逮捕され、マスコミ報道が過熱している最中に開催された第44回北九州記念では、酒井学が騎乗しているサンダルフォンが勝利。田中がこれをサイン的な形で話題として取り上げてサンダルフォンに本命印を打ち、単勝1,580円を的中させている。
- 2012年に行われたロンドンオリンピックで、閉会式でスクリーンでジョン・レノンが『イマジン』を披露して話題となった直後に開催された第48回札幌記念では、フミノイマージンが勝利。これも田中がサイン的な形で話題として取り上げてフミノイマージンに本命印を打ち、単勝1,240円と3連単10,590円を的中させている。
- 2016年の有馬記念では、アメリカ大統領選挙でヒラリー・クリントンをくだしたドナルド・「トランプ」にちなみ、サトノ「ダイヤ」モンドを本命とし的中。

### その他
ほかにも、代表例として以下のようなものある。
- 1990年代には「中山競馬場のレースで『ナカヤマ』の冠名を持つ馬の馬券を買うだけで儲かる」という話が話題となったことがある。実際1989年から1998年にかけて（10年間）のデータで、中山競馬場のレースで「ナカヤマ」の冠名の馬の馬券を全て購入した場合の単勝・複勝回収率がいずれも100%を超えるという結果が出ている[8]。特に1997年末（5回中山2日目）から1998年初頭（1回中山3日目）にかけて「ナカヤマ」の馬が中山競馬場のレースに出走したケースで6連勝し、なかでも1998年のガーネットステークスでは「ナカヤマ」の馬（スーパーナカヤマとビーマイナカヤマ）がワンツーフィニッシュを飾った。
- 2010年11月21日に行われたマイルチャンピオンシップでは、前日11月20日にJリーグ(J1)優勝を決めた名古屋グランパスエイトやサッカーに関連した馬が上位独占した。1着はエーシンフォワード、2着は8番（エイト）のダノンヨーヨー、3着はゴールスキーといった具合である[9]。
- 2009年1月18日に行われた第56回日経新春杯でこのレースを最後にGI馬テイエムプリキュアの引退がレース直前に発表された。しかしこの翌週は名前の下となったふたりはプリキュアシリーズの作品で2008年から放送中のYes!プリキュア5GoGo!の最終回の放映日でもあった。偶然にも「Yes!プリキュア5'Go!(5）（+）'Go!（5）」でテイエムプリキュアの枠順は5枠10番だった。このレースでテイエムプリキュアは阪神ジュベナイルフィリーズ以来約3年1ヶ月振りの勝利を挙げて引退宣言を撤回し現役を続行することになった。
- 2013年5月26日に行われた第80回東京優駿（日本ダービー）では、井崎脩五郎が東京スポーツ紙面においてキズナ以外に考えられないと予想し、結果キズナが1着に入った[10]。これは、ダービーが第80回であることと、当時の世間の話題として三浦雄一郎が80歳でのエベレスト登頂に成功するなど、80が注目されていており、「絆」（キズナ）のつくりに「八」「十」が入っているためとしていた。
- 2015年11月29日に行われた第35回ジャパンカップでは、ラグビーワールドカップ2015日本代表であり、「五郎丸ポーズ」などで時の人となっていた五郎丸歩がプレゼンターとして来場。優勝したショウナンパンドラは15番枠であり、五郎丸の日本代表での背番号も15 (フルバックのポジションナンバー)であった。更には、ショウナンパンドラの馬主である国本哲秀 (ショウナン冠)の勝負服は「赤、白一本輪、白袖」であり、ラグビー日本代表のユニフォームとほぼ同デザインである[11]。
- 2017年5月21日に行われた第78回優駿牝馬（オークス）では、またしても井崎脩五郎が東京スポーツ紙面においてソウルスターリング以外に考えられないと予想し、結果ソウルスターリングが1着に入った[12]。これは、当時眞子内親王の結婚報道が大きな話題となっていたが、その相手がかつて神奈川県藤沢市観光大使の「湘南江の島海の王子」であったことから、藤沢和雄厩舎のソウルスターリングを本命としていたものである。
- 上記翌週の2017年5月28日に行われた、第84回東京優駿（日本ダービー）でも、引き続き藤沢和雄厩舎のレイデオロが1着に入った。そして、このレース前には、国歌独唱としてソプラニスタの岡本知高が登場したが、岡本は2004年の第71回東京優駿（日本ダービー）でも国歌独唱を務めており、その当時の結果がそのまま13年後のダービーにも引き継がれた[13]。
  - 2004年は、1着がキングカメハメハ、2着がハーツクライ、3着が青葉賞勝ち馬（ハイアーゲーム）であった。
  - 2017年は、1着がキングカメハメハ産駒のレイデオロ、2着がハーツクライ産駒のスワーヴリチャード、3着が青葉賞勝ち馬（アドミラブル）であり、13年前の結果を再現したような結果になった。

## サイン理論を使う著名人
- 阿藤快（俳優） - 阿藤海のスーパー勝利馬券―「一白」の日は的場が走る! など独自の馬券術を著書にしている
- 田中裕二（爆笑問題） - 東京スポーツで毎週金曜に連載されている「爆笑問題田中裕二の爆勝予想」で披露していて、上記皐月賞、北九州記念などの的中例がある。
- 井崎脩五郎（競馬評論家） - 東京スポーツで毎週土曜に連載されている「そりゃホントか井崎亭」や、『みんなのKEIBA』（フジテレビ）では以前に「みんなの予想屋」の中で「ウラ本命」としてサイン予想を披露していた。上記日本ダービーなどの的中例がある。
- 誠優駿俱楽部 -40年以上前から競馬攻略本「競馬グリーンブック」を販売。